# Jalikatte, Chitradurga
Jalikatte là một làng thuộc tehsil Chitradurga, huyện Chitradurga, bang Karnataka, Ấn Độ.